# As-Simiya
As-Simiya (arabisch السيمياء, DMG as-Sīmiyāʾ) ist ein palästinensisches Dorf im Gouvernement Hebron, 14 Kilometer westlich der Stadt Hebron.